# کاگنی لین کارتر
کاگنی لین کارتر (به انگلیسی: Kagney Linn Karter) (زاده ۲۸ مارس ۱۹۸۷–درگذشتهٔ ۱۵ فوریه ۲۰۲۴) بازیگر فیلم‌های پورنوگرافی اهل آمریکا بود. او در هریس کانتی تگزاس به دنیا آمده و بزرگ‌شده سنت جوزف میزوری و ریجوی پنسیلوانیا بود.

## زندگی

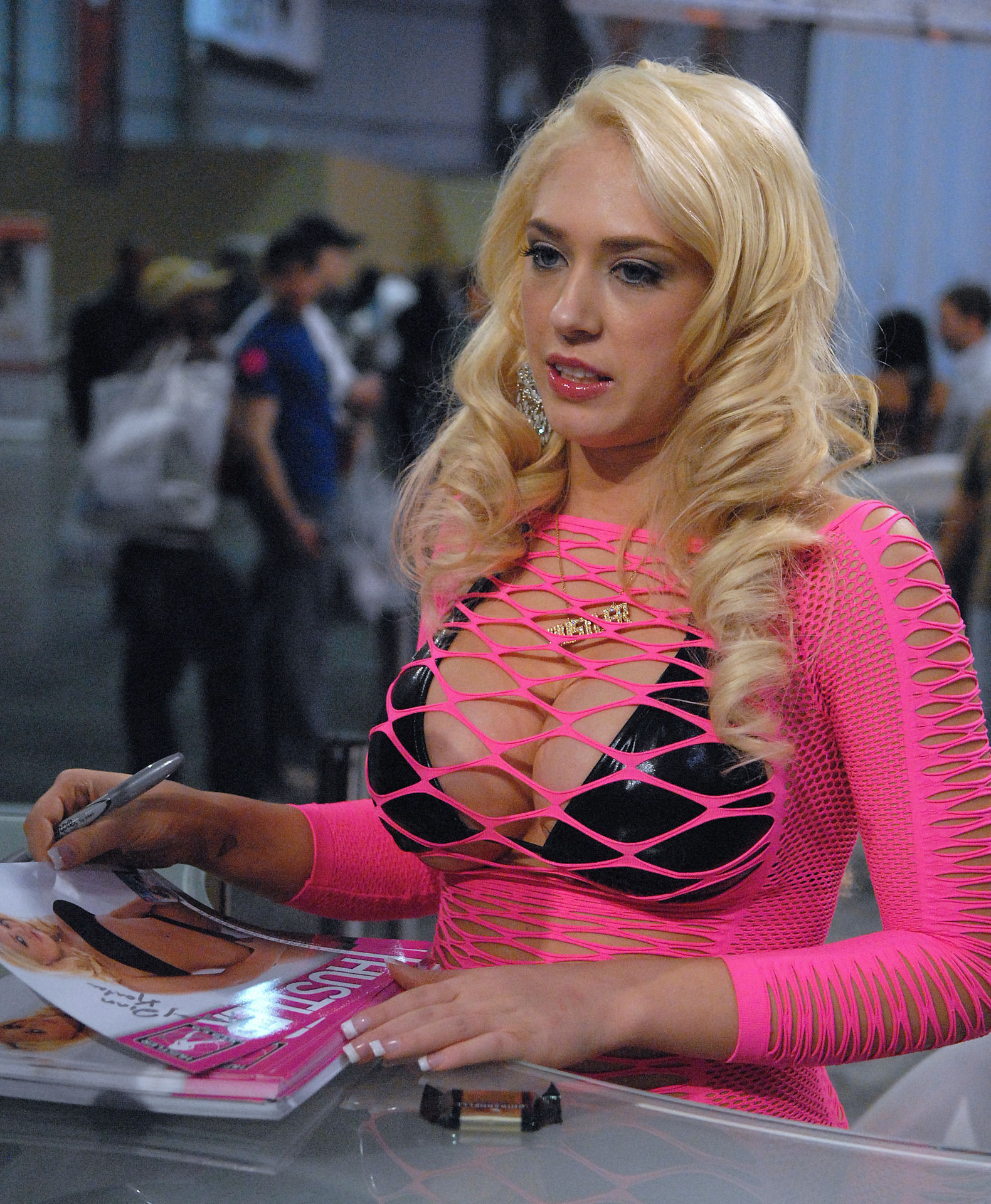
کارتر در سال ۲۰۱۰

کارتر در سال ۲۰۰۷ در نمایش "Showgirl" به عنوان یک رقاص جنسی شروع به کار کرد. سپس برای خوانندگی و حرفهٔ بازیگری به کالیفرنیا مهاجرت کرد. کارتر زمانی که به عنوان رقاص جنسی مشغول به کار بود، توسط مدیر برنامه‌هایش کشف شد. هنگامی که به عنوان رقاص در کالیفرنیا بود، به حرفهٔ مدلینگ روی آورد و بعد با آژانس LA Direct Models قرارداد امضا کرد و توسط هالی رندل در شاخهٔ عکس‌های جنسی مطرح شد. کاگنی لین کارتر در سپتامبر سال ۲۰۰۸ با بازی در یک قسمت از فیلم پسر-دختر که توسط شرکت آمریکای شیطانی (وبگاه) انتشار یافت، وارد حرفهٔ بازیگری در فیلمهای بزرگسال شد. بازیگر مرد آن فیلم نیز Johnny Sins از چهره‌های سرشناس این عرصه بود.
با توجه به اول نام او، کاگنی اظهار داشته که نامش (کاگنی) واقعی بوده و این اسم را پدرش (James Cagney) بر روی او گذاشته‌است؛لین هم نام میانی واقعی اوست. او کارتر را به عنوان نام خانوادگی خود انتخاب کرد، چون به نظرش کارتر بسیار مناسب و هم وزن نامش است.  در ژوئن ۲۰۰۹ مجلهٔ پنت هاوس او را به عنوان بهترین بازیگر زن پورن انتخاب کرد. همچنین عکس او در ژوئن و آوریل ۲۰۰۹ بر روی جلد هاسلر و Adult Video News رفت. او در ماه آوریل با بیش از ۱۴۵۰۰۰ جستجو در سایت freeones.com، عنوان جستجو شوندهٔ برتر را به خود اختصاص داد. همچنین در سایت Twistys منتخب ماه شد و نام او وارد لیست محبوبترین بازیگران پورن شد.
عکس او همچنین بر روی جلد کتاب «هالی راندال» با نام «رؤیای سکسی دختران» چاپ شد و در اکتبر ۲۰۰۹ انتشار یافت.
در ژانویهٔ ۲۰۱۰، او با شرکت Zero Tolerance Entertainment قرارداد سفارشی امضا کرد.

## جایزه‌ها
- ۲۰۱۰ جایزه ای‌وی‌ان – Best New Starlet[۸]
- ۲۰۱۰ AVN Award – Best POV Sex Scene – Pound the Round POV[۸]
- ۲۰۱۰ XBIZ Award – New Starlet of the Year[۹]
- ۲۰۱۰ جایزه ایکس‌آرسی‌او – New Starlet[۱۰]

## مرگ
کارتر در ۱۵ فوریه ۲۰۲۴ در شهرستان کویاهوگا، اوهایو بر اثر خودکشی درگذشت.

## پیوندها به بیرون
- وبگاه رسمی
- Kagney Linn Karter در بانک اطلاعات اینترنتی فیلم‌ها (IMDb)
- Kagney Linn Karter در بانک اطلاعات فیلم بزرگسالان

- "Inside Kagney Linn Karter" interview at XRentDVD.com, February 2010.
- Kagney Linn Karter در توییتر
- Instagram: kagney_linn.karter